# David Norris (chính khách)
David Patrick Bernard Norris (sinh ngày 31 tháng 7 năm 1944) là một học giả Ailen,  Thượng nghị sĩ độc lập và nhà hoạt động dân quyền. Trên bình diện quốc tế, Norris được cho là đã "quản lý, gần như một tay, để lật đổ luật chống đồng tính luyến ái đã dẫn đến sự sụp đổ của Oscar Wilde", một chiến công mà ông đạt được vào năm 1988 sau chiến dịch mười bốn năm. Ông cũng đã được ghi nhận là "gần như một tay chịu trách nhiệm cho việc phục hồi James Joyce trong một lần không tán thành đôi mắt Ailen".
Norris là cựu giảng viên đại học và là thành viên của Oireachtas, phục vụ tại Seanad Éireann từ năm 1987. Ông là người đồng tính công khai đầu tiên được bầu vào văn phòng công cộng ở Ireland. Một người sáng lập Chiến dịch cải cách luật đồng tính luyến ái, ông cũng là một thành viên nổi bật của Giáo hội Ireland.
Ông là ứng cử viên cho Tổng thống Ireland trong bầu cử tháng 10 năm 2011. Ông đứng đầu nhiều cuộc thăm dò dư luận và được yêu thích trong các thành viên của công chúng Ireland cho vị trí này nhưng đã rút khỏi cuộc đua nhiều tháng trước cuộc bầu cử, trước khi trở lại cuộc đua vào tháng 9 năm 2011.

## Tuổi thơ và đời tư
David Norris sinh ra tại Leopoldville ở Congo thuộc Bỉ, nay là Kinshasa, thủ đô của Cộng hòa Dân chủ Congo, nơi cha ông (John Norris) làm kỹ sư trưởng cho Lever Brothers. John Norris phục vụ trong Lực lượng Vũ trang Anh trong Thế chiến I và Thế chiến II; ông chết trong khi Norris vẫn còn là một đứa trẻ.  David Norris sau đó được gửi đến Ireland để được chăm sóc bởi mẹ của ông, Aida Fitzpatrick, và đại gia đình của cô.
...trong khi, khi nghe tin cha mình qua đời, ông "phải vắt nước mắt" vì họ chưa bao giờ gần gũi, cái chết của mẹ ông là "hoàn toàn đau lòng".
"Nó phá hủy cảm giác thực tế của tôi, "anh nói thêm." Đây là người mà tôi yêu, người đã ở đó một phút, rồi phút sau bà đã biến mất."
Sau cuộc gặp đầu tiên vào năm 1975, Norris đã có mối quan hệ lâu dài với nhà hoạt động người Israel Ezra Nawi trong một số năm cho đến năm 1985. Họ tiếp tục một tình bạn đơn phương sau đó. Trong một cuộc phỏng vấn Today FM với Matt Cooper vào mùa hè 2011, Norris đã nói (diễn giải) "ngày nay mọi người nghĩ về một mối quan hệ lãng mạn như một mối quan hệ tình dục và Ezra và bản thân tôi đã không có mối quan hệ đó từ những năm 1980."